# دموکراسی تایشو

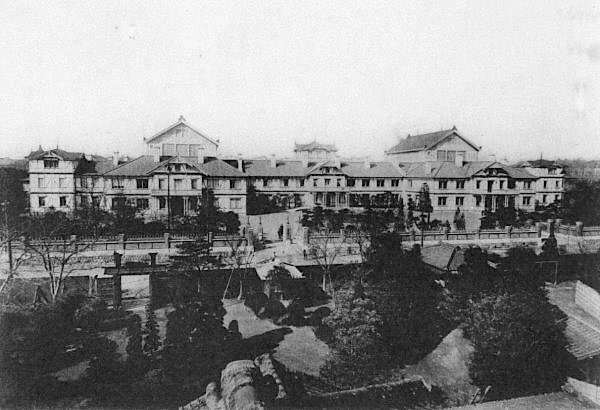
دومین پارلمان ژاپن در سال‌های مابین ۱۹۲۵-۱۸۹۱

دموکراسی تایشو (به ژاپنی: 大正デモクラシー)، به مجموعهٔ روند اندیشه، تمایلات و جنبش‌های لیبرالیسم و دمکراسی در زمینه‌های مختلف سیاست، جامعه و فرهنگ، بعد از جنگ جهانی اول در ژاپن گفته می‌شود. جنبش‌های دموکراسی خواهی پدیده‌ای بود در دههٔ ۲۰ و ۳۰ قرن بیستم و در دوران پادشاهی امپراتور تایشو در ژاپن رواج پیدا کرد.